# Рангазарское сельское поселение
Рангазарское се́льское поселе́ние — муниципальное образование в Сармановском районе Татарстана Российской Федерации.
Административный центр — село Рангазар.

## История
Статус и границы сельского поселения установлены Законом Республики Татарстан от 31 января 2005 года № 39-ЗРТ Законом Республики Татарстан от 31 января 2005 года № 39-ЗРТ «Об установлении границ территорий и статусе муниципального образования "Сармановский муниципальный район" и муниципальных образований в его составе».

## Население
| 2010 | 2011 | 2012 | 2013 | 2014 | 2015 | 2016 |
| ---- | ---- | ---- | ---- | ---- | ---- | ---- |
| 638  | ↘637 | ↘627 | ↘625 | ↗630 | ↘626 | ↘610 |
| 2017 | 2018 |      |      |      |      |      |
| ↘596 | ↘588 |      |      |      |      |      |

## Состав сельского поселения
| № | Населённый пункт | Тип населённого пункта       | Население |
| - | ---------------- | ---------------------------- | --------- |
| 1 | Бал-Тамак        | деревня                      |           |
| 2 | Рангазар         | село, административный центр |           |
| 3 | Рантамак         | село                         |           |